# Strandläufer (Südpazifik)
Als Strandläufer (engl. beachcomber) bezeichnet man  Europäer, die vor allem im 19. Jahrhundert auf den Inseln im Südpazifik lebten.
Die Europäer waren meist Aussteiger, ehemalige Seeleute oder flüchtige Straftäter, die die Zivilisation hinter sich gelassen hatten und ihren Lebensstil den einheimischen Polynesiern anpassten. Erste Strandläufer hatte es seit der Entdeckung der südpazifischen Inseln durch die Spanier gegeben, aber im 19. Jahrhundert stieg ihre Zahl durch den nun aufkommenden Handel stark an. Um 1850 sollen Schätzungen zufolge 2.000 Strandläufer in Polynesien und Mikronesien gelebt haben. Sie spielten eine wichtige Rolle als Vermittler und Übersetzer in den Kolonialbeziehungen zwischen den Einheimischen und den Europäern.
Der Ursprung des Begriffs ist ungewiss, erstmals erwähnt wurden die Strandläufer in Herman Melvilles Werk Omoo (1847, deutsch Omu). Ein bekannter Strandläufer war William Harris.